# Madden NFL '98
Madden NFL '98 est un jeu vidéo de football américain sorti en 1997 sur Mega Drive, Super Nintendo, Windows, PlayStation et Saturn. Le jeu a été développé et édité par Electronic Arts.

## Accueil
- GameSpot : 8,8/10 (PS)[1] - 8,1/10 (PC)[2]